# Серет (приток на Днестър)
Серет (на украински: Сере́т; на руски: Серет) е река, протичаща по територията на Тернополска област в Украйна, ляв приток на Днестър. Дълга е 242 km. Площта на водосборния ѝ басейн е 3900 km².
Река Серет води началото си от централната, най-висока част на Подолското възвишение, на 2 km северозападно от село Нише, Тернополска област на Украйна, на 400 m н.в. По цялото си протежение тече в южна посока по Подолското възвишение в дълбока и тясна долина с множество завои. В горното течение коритото ѝ е с ширина 4 – 10 m, а в долното се разширява до 25 – 50 m. Влива се отляво в река Днестър, при село Городок (Тернополска област), на 135 m н.в. Основни притоци: леви – Вятина, Луг, Гнезна; десни – Должанка, Нишла, Гнилая Рудня, Перейма, Черкаска. Има смесено подхранване с преобладаване на снежното. Средният годишен отток на 77 km от устието ѝ е 12 m³/s. Замръзва в средата на ноември, а се размразява в началото на април, но не всяка година. По течението ѝ са изградени няколко малки язовира за регулиране на оттока ѝ. По бреговете ѝ са разположени градовете Тернопол, Теребовля и Чортков и сгт Зализци, Микулинци и Дружба.

## Топографска карта
- М-35-В М 1:500000[2]